# The Blindness of Virtue
The Blindness of Virtue è un film muto del 1915 diretto da Joseph Byron Totten. La sceneggiatura - che secondo fonti moderne è da attribuirsi a Edmund T. Lowe - fu l'adattamento per lo schermo del lavoro teatrale e dell'omonimo romanzo di Cosmo Hamilton. Il testo di Hamilton andò in scena a Broadway al 39th Street Theatre il 28 ottobre 1912.

## Trama
Il reverendo Harry Pemberton accetta di prendersi cura di Archibald, il figlio di un suo caro amico che, ragazzo troppo esuberante, è stato espulso da Eton. Il giovanotto diventa il migliore amico di Effie, la figlia del pastore, una fanciulla innocente che non sa nulla della vita. Alla canonica giunge uno degli amici dissoluti di Archie, Edward Winstanley che inizia subito a corteggiare Ann, la figlia di una lavandaia. Con le sue belle maniere, convince la ragazza a fuggire con lui a Londra, promettendole una vita brillante e bei vestiti. Archie riesce a rintracciare la coppia in un albergo malfamato, ma ormai la povera Ann è stata compromessa e sua madre si lamenta con Pemberton.
Così, quando il pastore sorprende Effie, che si era recata innocentemente in camera di Archie con indosso solo la vestaglia, accusa il giovane di voler sedurre sua figlia. Archie deve lasciare la casa ma intanto Effie ha raccontato tutto a sua madre che capisce che deve spiegare alla figlia tutto ciò che non le ha mai detto prima. Illuminata sulle questioni sessuali, Effie si chiarisce anche con Archie e i due giovani, con il consenso del reverendo Pemberton, decidono di sposarsi.

## Produzione
Il film fu prodotto dalla Essanay Film Manufacturing Company.

## Distribuzione
Distribuito dalla V-L-S-E, il film uscì nelle sale cinematografiche statunitensi il 19 luglio 1915.